# Премія імені В'ячеслава Чорновола
Пре́мія і́мені В'ячесла́ва Чорново́ла за кра́щу публіцисти́чну робо́ту в га́лузі журналі́стики — щорічна премія, яку присуджують авторам нових оригінальних публіцистичних творів у галузі журналістики, що сприяють утвердженню історичної пам'яті народу, його національної свідомості та самобутності.

## Історія
Кабінет Міністрів України 27 червня 2003 року постановив прийняти пропозицію Державного комітету телебачення і радіомовлення про встановлення щорічної премії імені В'ячеслава Чорновола за найкращу публіцистичну роботу в галузі журналістики (премію присуджує комітет у складі представників Держкомтелерадіо, Міністерства культури, Національної спілки журналістів, який діє на громадських засадах). На виконання постанови Кабінету Міністрів України від 27.06.2003 № 979 спільним наказом Держкомтелерадіо і Міністерства культури і мистецтв України від 12.09.2003 № 225/556 затверджено Положення про премію імені В'ячеслава Чорновола за кращу публіцистичну роботу в галузі журналістики. Премію присуджують з 2004 року.

## Лауреати

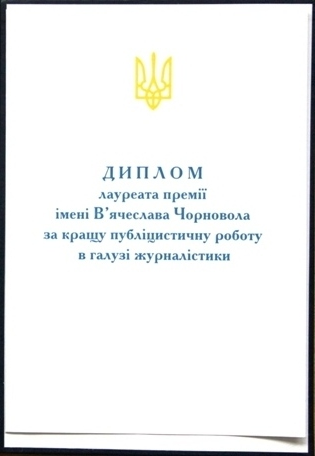
Диплом лауреата премії (фрагмент оформлення)

2004 — Василь Кривий (Чернівецька область) за публікацію «Пуста хата», опубліковану в газеті «Буковина».
2005 — Серафима Розумович за публікацію «Сутінки в імперії бідності», опубліковану в газеті «Літературна Україна».
2006 — Костянтин Перцовський за публікацію «Я — українець!», опубліковану в газеті «Голос України».
2007 — Іван Корсак за художньо-документальну повість «Гетьманич Орлик», опубліковану в газеті «Сім'я і дім» (Луцьк).
2008 — Леонід Мужук за документально-публіцистичний фільм-дилогію «33»: фільм 1 «Материнський спогад», фільм 2 «Материнський заповіт» (Київська державна регіональна телерадіокомпанія).
2009 — Авторський колектив Закарпатської ОДТРК (автор сценарію і керівник телепроєкту — Дмитро Кешеля. Співавтори: Мелінда Янкович — режисер, Олександра Талабіра , Наталія Штефуца — журналісти, Володимир Дуда) за фільм «Гіркота солодкої землі», присвячений 70-річчю утворення Карпатської України.
2010 — Сергій Дзюба (Чернігів) за публіцистичну книжку «Замінований рай».
2011 — Мирослав Мамчак за книжку «Тарас Шевченко і флот».
2012 — Творчий колектив Полтавської ОДТРК «Лтава» за документальний фільм «Соловецькі в'язні з України. Микола Зеров» (Ольга Ніколенко  — автор сценарію; Наталія Іванченко — режисер-постановник, музичний редактор і виконавчий продюсер; Дмитро Старіков — режисер-оператор і оператор-постановник; Микола Ляпаненко — генеральний продюсер; Олена Шарбенко — інженер відеомонтажу і комп'ютерного дизайну).
2013 — Сніжана Потапчук за документальний фільм «Корюківка. Злочин проти людяності» (Національна телекомпанія України).
2014 — Сергій Шевченко за історичний нарис «Соловецький вівтар української незалежності», опублікований у тижневику «Українська доля» (Київ).
2015 — Аркадій Музичук за публіцистичну збірку «Рік Бика», до якої увійшли публікації останніх 5 років, що друкувалися у провідних вітчизняних загальнодержавних періодичних виданнях.
2016 — Володимир Земляний за публіцистичну збірку «Русский разухай, или украинские грабли», до якої увійшли публікації про події в Криму та на Сході України. В основі збірки — матеріали телепередачі «Нехай щастить!», у якій автор спростовує міфи російської пропаганди.
2017 — Зиновій Суходуб за книжку «Ліна Костенко. Любов'ю-Пам'яттю Причастя: діалоги з Поетесою» в комплекті з компакт-диском відео- та аудіоматеріалів автора «Віч-на-віч з Україною», що дають змогу сповна відчути дух епохи боротьби за незалежність України.
2018 — Євген Букет за статтю «Ханська Україна», опубліковану в газеті «Кримська світлиця» (2017).
2019 — Андрій Топачевський за книжку «Одним життям. Публіцистика доби Незалежності» (2018).
2020 — Світлана Орел за книжку «Ті, хто не хотів помирати мовчки…» (2018).
2021 — Людмила Житня за книжку «Чорнобиль — очима жінок. Інтерв'ю з атомною катастрофою» (2020).
2022 — Олег Романчук за книгу публіцистики воєнного часу «Не бійсь. Не зраджуй. Не мовчи».
2023 — автори книги «Україна: журналісти на передовій» — заступниця голови Київської організації НСЖУ Алла Малієнко, завідувач кафедри соціальної комунікації Інституту журналістики КНУ ім. Т. Шевченка Юрій Бондар, кандидат філологічних наук, доцент кафедри медіа комунікацій та комунікативних технологій Навчально-наукового інституту міжнародних відносин КНУ ім. Т. Шевченка Анатолій Яковець.
2024 — Михайло Сидоржевський за книгу «На межі світла і пітьми» (2024).